# Иван-царевич и серый волк
«Ива́н-царе́вич и се́рый волк» (Сказка об Иване-царевиче, жар-птице и о сером волке, Жар-птица) — сюжет народной сказки у восточных славян. Относится к так называемым волшебным сказкам. В указателе сказочных сюжетов имеет № 550 «Царевич и серый волк» («Царевич, Жар-птица и Серый волк», «Жар-птица и серый волк»): три брата едут за жар-птицей; младший с помощью волка добывает её, а также коня и царевну; братья отнимают у него добычу и убивают его; волк оживляет героя, обман раскрывается. Один из самых известных типов русской народной волшебной сказки, всемирно распространённый сюжет. В русском фольклоре известно около 30 вариантов этой сказки, в украинском — 19, в белорусском — 6 вариантов.

## Описание
Старейшая письменно зафиксированная европейская сказка о жар-птице и сером волке восходит к латинскому сборнику монаха Иоганна Габиуса «Скала-Коэли» (лат. Scala Coeli), изданному в 1480 году. В русскую устную традицию сюжет попал через лубок. Существует вариант в литературной обработке А. Н. Толстого («Иван-царевич и Серый волк», 1940). В основу сказки В. А. Жуковского («Сказка об Иван-царевиче и Сером волке», 1845) положен сюжет народной «Сказки об Иване-царевиче, Жар-птице и Сером Волке».
Основные действующие лица сюжета:
- Младший сын царя или молодец-стрелец, отправившийся на поиски таинственной Жар-птицы для царя;
- Серый волк — верный друг и помощник Ивана в его стремлении добыть Жар-птицу и оберегающий царевича от всех опасностей, подстерегающих его на этом пути.

## Сюжет русской народной сказки
У старого царя по имени Выслав Андронович было три сына-царевича: Дмитрий, Василий и Иван. У царского дворца располагался красивый сад, где стояло дерево с золотыми яблоками на ветках. Однажды царь заметил, что кто-то крадёт яблоки, и велел сыновьям подкараулить похитителя. Старшие царевичи заснули на часах и ничего не увидели. Иван же до полуночи не смыкал глаз и обнаружил, что яблоки ворует Жар-птица. Попытавшись поймать похитительницу, царевич лишь вырывает у неё перо, которое светится в темноте, как факел. 
Узнав о произошедшем и получив перо, царь даёт сыновьям задание: доставить ему живую Жар-птицу. В награду же царь обещает подарить доставившему полцарства. Царевичи отправляются на поиски и разделяются на перепутье. Иван-царевич выбирает дорогу, на которой странник, как гласит указательный камень, «сам жив останется, а коня потеряет». Предсказание быстро сбывается: на следующее после привала утро Иван обнаруживает лишь обглоданные кости своей лошади. 
После долгих скитаний по лесу Иван-царевич встречает говорящего серого Волка, который, узнав о горе юноши, признаётся, что это он съел коня, и предлагает Ивану себя в качестве скакуна и помощника в поисках Жар-птицы. Волк и Иван пускаются в далёкое странствие, по ходу которого выясняется, что найти похитительницу золотых яблок становится всё более трудно и опасно. Тем не менее благодаря серому Волку Иван-царевич всё же сумел добыть Жар-птицу и выкрасть Елену Прекрасную. Однако коварные братья Ивана стремятся отнять у него добычу, но Волк спасает царевича, благодаря чему тот живым возвращается домой и женится на Елене Прекрасной.

## Отличия в литературных обработках
В русских народных вариантах действует царь Выслав, либо же у царя имя попросту отсутствует; в литературной сказке В. А. Жуковского — царь Демьян Данилович, а у А. Н. Толстого — царь Берендей.

### Сказка В. Жуковского
В отличие от русской народной сказки, где царь позвал своих трёх сыновей и отправил их на поиски жар-птицы, в сказке В. А. Жуковского младший сын Иван должен был остаться с отцом:

Еще ты молод, погоди; твоя

Пора придет; теперь же ты меня

Не покидай; я стар, уж мне недолго

На свете жить; а если я один

Умру, то на кого покину свой народ и царство…
В своё повествование В. А. Жуковский включает героев из других сказок:
- Кощей Бессмертный, смерть которого находится в яйце, яйцо в утке, утка в зайце. Это яйцо со дна моря достаёт щука. Аналогия со сказкой «Царевна-лягушка».
- Баба-яга, которая должна была накормить-напоить героя и спать уложить, а потом помочь. Аналогичное описание встречается в сказках «Морозко», «Марья Моревна» и других.
- Леший, аналогичный описанию в сказках «Морозко», «Василиса Премудрая».
- Богатырский конь, аналогичный описанию в сказке «Василиса Премудрая».
- Волшебные предметы, такие как скатерть-самобранка, драчун-дубинка, гусли-самогуды. Описание скатерти-самобранки встречается в сказках «Гусли-самогуды», «Королевич и его дядька», «Заколдованная королевна».
- Змей Горыныч с шестью головами встречается в сказке «Иван — крестьянский сын».

Творческий опыт Жуковского, соединявшего несколько сказок в одну, нашёл продолжение у ряда других писателей.

## Адаптации
- По мотивам сказки было выпущено два диафильма от одноимённой студии:
  - «Сказка об Иване-царевиче и Сером волке» (1966 г.), художник Николай Кочергин;
  - «Иван-царевич и серый волк» (1975 г.), художник П. Багин.
- «Молодильные яблоки» — советский мультфильм 1974 г., экранизация русской народной сказки «Сказка о молодце-удальце, молодильных яблоках и живой воде». В мультфильм включены сюжетные элементы сказки про Ивана-царевича и серого волка, в вариантах оригинальной сказки волк как персонаж отсутствовал.
- «Иван-царевич и Серый волк» — российский мультфильм 1991 г., производства студии «Кристмас Филмз». В мультфильме использована музыка Николая Римского-Корсакова, стиль рисовки основан на иллюстрациях Ивана Билибина.
- «Как поймать перо Жар-Птицы» — российский мультфильм 2013 г.